# شاهزاده اندرو، دوک یورک
شاهزاده اندرو، دوک یورک (به انگلیسی: Prince Andrew, Duke of York) (اندرو آلبرت کریستین ادوارد؛ زاده ۱۹ فوریه ۱۹۶۰) فرزند سوم و دومین پسر ملکه الیزابت دوم و شاهزاده فیلیپ است. وی در زمان تولد نفر دوم در لیست سلطنت بریتانیا بعد از مادرش بود، اما در حال حاضر نفر هشتم در این لیست است.
وی به عنوان خلبان هلیکوپتر در جنگ فالکلند شرکت داشته‌است.
شاهزاده اندرو در سال ۱۹۸۶ با سارا فرگوسن ازدواج کرد و حاصل این ازدواج دو دختر به نام‌های بئاتریس و یوژنی است. ازدواج این دو در سال ۱۹۹۶ به طلاق انجامید.
در سال ۲۰۱۹ شاهزاده اندرو متهم شد که با واسطه‌گری جفری اپستین با یک دختر نوجوان ۱۷ ساله ارتباط جنسی داشته‌است. مصاحبه ماه نوامبر شاهزاده اندرو با بی‌بی‌سی که قرار بود به بهبود وجههٔ پسر ملکه کمک کند از سوی رسانه‌ها یک «فاجعه» لقب گرفت. شاهزاده اندرو به دنبال این مصاحبه مجبور به کناره‌گیری از وظایف سلطنتی خود شد.